# Durarara!!
Durarara!! (デ ュ ラ ラ ラ !!), sovint escurçada a DRRR!!, és una sèrie de novel·la lleugera japonesa escrita per Ryohgo Narita, amb il·lustracions de Suzuhito Yasuda, que també s'ha adaptat a una sèrie d'anime japonesa. Durarara!! narra la història d'un dullahan que treballava com a missatger d'inframón a Ikebukuro, una banda anònima basada en internet anomenada The Dollars, i el caos que es desplega al voltant de les persones més perilloses d'Ikebukuro. La sèrie va funcionar per tretze volums, publicats per ASCII Media Works sota la seva impremta Dengeki Bunko.
Una adaptació del manga d'Akiyo Satorigi va començar la serialització a la revista de manga Shōnen Monthly GFantasy el 18 d'abril de 2009. Una adaptació de l'anime va començar a sortir al Japó el gener de 2010. A l'abril de 2014, una sèrie de seqüela titulada Durarara!! SH Durarara!! SH (デュラララ!! SH, Durarara!! SH) i es va establir dos anys després que es comencin els esdeveniments de la sèrie original. Es van publicar dos jocs basats en la sèrie per a PlayStation Portable i, posteriorment, es van publicar dos jocs per a PlayStation Vita.